# Friedrich Bohl

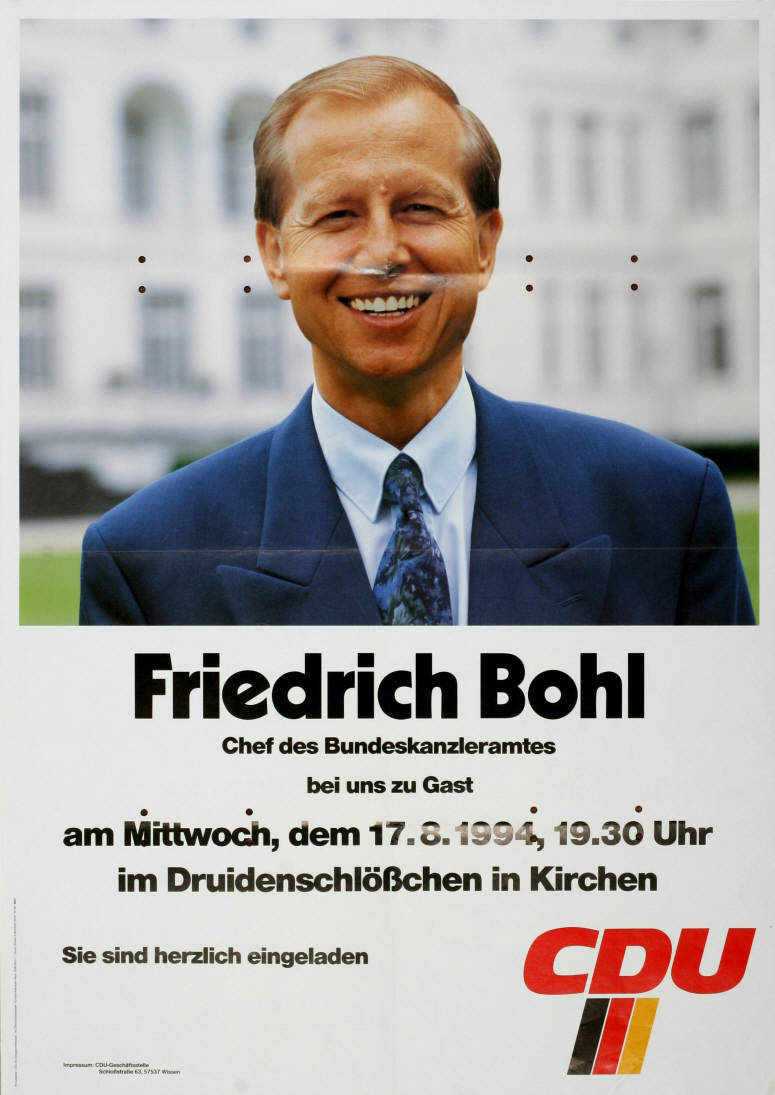
Friedrich Bohl in un poster della CDU

Friedrich Bohl (Gottinga, 5 marzo 1945) è un politico tedesco, membro dell'Unione Cristiano-Democratica di Germania (CDU). È stato Ministro federale per gli affari speciali e Capo della Cancelleria tedesca dal 1991 al 1998.

## Biografia
Dopo aver ottenuto il suo Abitur nel 1964, ha conseguito la laurea in giurisprudenza all'Università di Marburgo. Nel 1969, ha superato il suo primo esame legale e successivamente ha poi effettuato uno stage presso l'Istituto di diritto commerciale ed economico dell'Università di Marburgo. Ha superato il suo secondo esame nel 1972.
Avvocato di professione, divenne anche notaio dal 1976.
Dal 1998 è membro del consiglio di amministrazione della Deutsche Vermögensberatung AG.

## Carriera politica

### All'interno della CDU
Friedrich Bohl si unì contemporaneamente alla Junge Union (JU) e all'Unione Cristiano-Democratica di Germania (CDU) nel 1963. L'anno seguente fu eletto presidente della JU a Marburgo. Rinuncia a tale incarico nel 1970.
Nel 1969, è diventato presidente della Gioventù Democratica Cristiana in Assia Centrale (Mittelhessen), ma si dimise nel 1973. È stato nominato capo della CDU nel circondario di Marburgo-Biedenkopf cinque anni più tardi e rimane fino nel 2002.

### A livello regionale
È entrato a far parte del Landtag in Assia nel 1970. Quattro anni dopo, è stato eletto presidente del comitato di giustizia fino al 1978, quando è diventato vicepresidente del gruppo CDU. Rinuncia al suo mandato nel 1980.
Si è anche seduto nell'assemblea distrettuale di Marburgo-Biedenkopf, dove ha presieduto il gruppo CDU tra il 1974 e il 1990.

### A livello federale
Eletto deputato federale nel Bundestag il 5 ottobre 1980, divenne coordinatore del gruppo CDU/CSU a partire dal 1984, quindi primo coordinatore nel 1989.
Il 26 novembre 1991, Friedrich Bohl fu nominato direttore della Cancelleria federale e ministro federale per gli affari speciali. Viene scelto per assumere la direzione dell'Ufficio Stampa e Informazione del Governo Federale dal 25 maggio 1998. È costretto a rinunciare a tutte le sue funzioni il 27 ottobre successivo, in seguito all'arrivo al potere di una coalizione rosso-verde.
Non si candida alla rielezione alle elezioni federali del 22 settembre 2002 e si ritira dalla politica.

## Vita privata

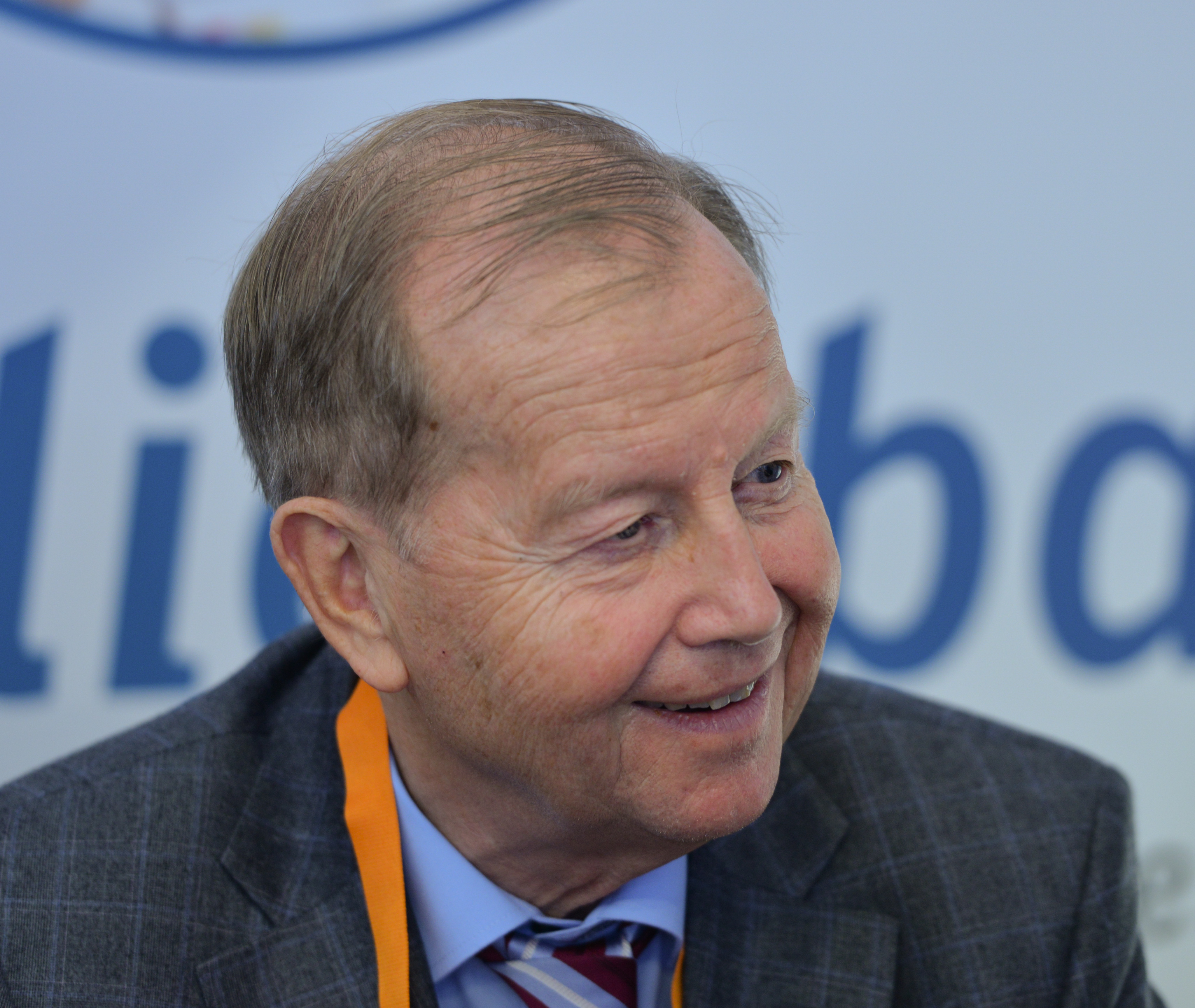
Friedrich Bohl al 28º Congresso del partito della CDU il 14 dicembre 2015 a Karlsruhe

Friedrich Bohl è sposato e ha quattro figli.